# Лангула
Лангула (нем. Langula) — коммуна в Германии, в земле Тюрингия. 
Входит в состав района Унструт-Хайних. Подчиняется управлению Фогтай.  Население составляет 1037 человек (на 31 декабря 2010 года). Занимает площадь 15,16 км². Официальный код  —  16 0 64 039.